# Хайтарма (ансамбль)
«Хайтарма» (крим. Qaytarma) — державний кримськотатарський ансамбль народного танцю, найстаріший кримськотатарський художній колектив.

## Історія колективу
Офіційно вважається, що ансамбль заснований 1939 року, але учасники колективу ведуть його родовід від «Кримськотатарського ансамблю пісні й танцю», створеного у 1936 році в Акмесджиті. У травні 1944 року через сталінську депортацію кримських татар ансамбль припинив своє існування. Після депортації ансамбль був відновлений лише у 1957 році в Ташкенті (Узбекистан). Через те, що в назві колективу було заборонено згадувати слово «кримськотатарський», ансамбль назвали «Хайтарма» на честь однойменного кримськотатарського народного танцю. Дата відновлення колективу в 1957 році вважається днем народження «Хайтарми».

Ансамбль «Хайтарма» (1957 рік). Стоять шостий зліва Шевкет Мамутов, десятий — Аким Джемілєв. На фото також Едіє Топчи, Сабріє Ереджепова, Осман Асанов, Рефат Асанов, Леніяр Якубова та ін.

В Ташкенті ансамбль діяв при «Уздержестраді». Першим художнім керівником колективу був відомий композитор Ільяс Бахшиш. Перші танці ставили Аким Джемілєв, Усеїн Баккал, Енвер Алієв. Перший концерт був даний 6 червня 1957 року в Ташкентській державній філармонії.
Ансамбль «Хайтарма» став єдиним творчим колективом, що зберіг в роки депортації на професійному рівні і доніс до нащадків самобутню культуру кримських татар. «Хайтарма» — лауреат премії Ленінського комсомолу Узбекистану (1970), дипломант Всесоюзного огляду художніх колективів (1972). Ансамбль багато гастролював республіками Середньої Азії (Самарканд, 1959; Андижан, 1963; Чирчик, 1971; Бухара, 1977 та ін.). В останні роки перебудови колективу дозволили дати концерти на батьківщині — у 1989 році гастролі до Новоросійську, і, врешті, у 1990 році — в Бахчисараї. 
У 1970–1978, 1989–1993 — художнім керівником ансамблю «Хайтарма» був Февзі Білялов. У 1987 він створив при ансамблі групу «Ефсане».
В ансамблі Февзі Білялов пропрацював 43 роки.
Після Февзі Білялова художнім керівником ансамблю став заслужений артист України Рефат Аширов.
Після розпаду СРСР і початку повернення кримських татар на історичну батьківщину «Хайтарма» повернулася в Крим. У 1992 році ансамбль був переведений у Кримську державну філармонію, а з 1993 року «Хайтарма» працює в Євпаторійському відділенні Кримської філармонії. Ансамбль багато гастролює. Є лауреатом міжнародних фестивалів «Мертішер» (Кишинів), майстрів мистецтв «Ізмір» (Туреччина), «Кримські зорі», «Чумацький шлях», «Пісні моря», «Пісні сонячного Криму», «Східний базар», «Солхат». Неодноразово брала участь у концертах майстрів мистецтв Криму в Києві. Ансамбль нагороджений Почесною грамотою Президії Верховної Ради АРК.

## Склад ансамблю, репертуар
Останні 15 років художній керівник ансамблю — народна артистка Таджикистану, заслужена артистка України Ремзіє Баккал-Тарсинова.
Диригент ансамблю — заслужений артист України, заслужений працівник культури Узбекистану Рефат Аширов.
В колективі 50 артистів — танцювальний і музичний колективи, вокалісти. Провідні артисти ансамблю — артистка балету, заслужена артистка України Муніввер Халілова, заслужені артисти АРК Раіф Алієв (труба) і Рустем Абільтаров (вокал). У цьому колективі працювали і працюють талановиті виконавці — Сервер і Ельміра Бейтулла, Якуб Джемілєв, Раіф Алієв, Асан Джіен, Сейтхаліл Аппазов, Еміне Емір-Алі, Ферат Меметов… Молоде покоління, яке продовжує традиції своїх попередників — вокалістки Аксана Амет-Мустафа, Ліля-Фруз Абібуллаєва та інші.
Репертуарний діапазон ансамблю дуже багатий. Це і фольклорні твори, хореографічні композиції, сюїти, сольні виконання, інструментальні та танцювальні номери. В репертуарі народні і сучасні пісні й танці кримських композиторів, зокрема «Степові узори», «Къарлы боран», «Юзук» та інші.